# Kond
Kond (Könd, Kund, Kend, Kende ou Kurszán) était, selon le chroniqueur Anonymus de la Gesta Hungarorum, l'un des sept chefs de tribu magyare qui ont conquis en 895 après J.-C. la plaine de Pannonie où se trouve aujourd'hui la Hongrie.
Il fut probablement le père de Kurszán. Son fils, Kaplon, fut le fondateur du clan Kaplon.